# ロドルフォ・アルフテル
ロドルフォ・アルフテル・エスクリチェ（Rodolfo Halffter Escriche、1900年10月30日 - 1987年10月14日）は、スペイン出身の作曲家である。スペイン内戦を機にメキシコへ亡命し、同国で音楽活動を継続した。兄エルネスト・アルフテル、甥クリストバル・アルフテルも著名な作曲家であり、音楽家一家に生まれた。

## 生涯
ロドルフォ・アルフテルは1900年10月30日、スペインのマドリードで生まれた。父親はドイツ、ケーニヒスベルク出身の宝石商で、母親はカタルーニャ人であった。母親から最初の音楽教育を受け、叔父にもピアニストがいたため、幼少期から音楽に親しむ環境にあった。マドリード音楽院で学んだが、作曲に関しては独学であったとされる。しかし、1928年の2ヶ月間のグラナダ滞在中にマヌエル・デ・ファリャから指導を受ける機会を得ており、彼の影響は大きい。また、アドルフォ・サラサールを通して、マヌエル・デ・ファリャやアルノルト・シェーンベルクといった作曲家を知り、その後の自身の作風に大きな影響を与えることとなった。
若き日には、マドリードのモダニズム芸術家集団「グルーポ・デ・ロス・オーチョ（Grupo de los Ocho）」に参加し、当時のモダニズム美学に深く関わっていた。
1936年から1939年のスペイン内戦後、彼はフランコ体制下のスペインを離れることを選択し、メキシコへ亡命した。これは、スペイン共和国政府を支持した多くの芸術家や知識人が取った行動の一つである。アルフテルはメキシコシティで亡くなり、メキシコを「第二の故郷」として音楽活動を続けた。彼自身は自身の亡命を「デスティエロ（追放）」ではなく、「トランステラード（故郷を移した者）」と表現し、メキシコの社会や文化に完全に溶け込んでいた。
メキシコでは音楽院で教鞭を執り、メキシコの音楽界において重要な存在となった。1953年には、メキシコで初めて十二音技法を用いた作曲家として知られるようになった。これは、当時十二音技法が主流になりつつあり、反ファシズム的な意味合いも持つようになっていた時期と重なる。彼の作品は、その後のメキシコの現代音楽に大きな影響を与えた。
1962年以降、彼は度々スペインに帰国し、グラナダやサンティアゴ・デ・コンポステーラで教え、音楽祭にも参加した。1986年にはスペイン最高の作曲賞である国民音楽賞を受賞し、メキシコにおいても1976年に国家芸術賞を受賞している。
1987年10月14日、メキシコシティで86歳で死去した。

## 主要作品
ロドルフォ・アルフテルの作品は多岐にわたり、管弦楽曲、バレエ音楽、室内楽、ピアノ曲、映画音楽などが含まれる。彼の作風は、初期には新古典主義的要素を持ち、マヌエル・デ・ファリャの影響が見られるが、後に十二音技法を取り入れ、自身の語法を確立した。その音楽は、スペインの伝統的な要素と十二音技法を融合させた独自のものであった。
- バレエ音楽
  - 『パン屋の夜明け』（La madrugada del panadero）Op. 12a
  - 『アルメリアのドン・リンド』（Don Lindo de Almería）
- 管弦楽曲
  - ヴァイオリン協奏曲（Concierto para violín y orquesta、1940年）
  - 『演奏会用序曲』（Obertura concertante、ピアノと管弦楽のための）
  - 『祝典序曲』（Obertura festiva、1952年）
  - 『ディフェレンシアス』（Diferencias para orquesta、1970年）
- 合唱曲
  - 『3つの墓碑銘』（Tres epitafios）Op. 17（セルバンテスのテキストによる、ドン・キホーテ、ドゥルシネア、サンチョ・パンサの墓碑銘）
- 室内楽・器楽曲
  - 『エスコリアルの2つのソナタ』（Dos Sonatas de El Escorial、1930年）
  - 『3つのアルバムの葉』（Tres hojas de album、1953年）
  - 『パキリストリ』（Paquiliztli、7人のパーカッション奏者のための、1983年）
  - ピアノのための『アプンデス』（Apuntes para Piano、1985年、最後の作品の一つ）

## 音楽的影響と評価
アルフテルは、クロード・ドビュッシー、マヌエル・デ・ファリャ、アルノルト・シェーンベルクらの音楽から大きな影響を受けていた。特にシェーンベルクの『和声学』を熱心に研究したとされる。メキシコでは十二音技法の先駆者として知られ、この技法をメキシコに導入した最初の作曲家である。彼の十二音技法は、厳密なセリエル音楽の枠組みに囚われず、自身の以前の作風に見られる旋律的な指向性を維持しつつ、スペイン的な要素や伝統的な要素を融合させた独自のスタイルであった。
彼の音楽は、しばしば新古典主義と十二音技法の共存という特徴を持つ。スペイン内戦後の亡命という経験は、彼の音楽にも深く反映されており、ドイツのモダニズムとスペインの伝統を融合させようと試みた作品も存在する。メキシコの音楽界における彼の指導的な役割と、メキシコにおける十二音技法の普及への貢献は特筆すべきである。

## 参考資料
- "Rodolfo Halffter". Wikipedia. Wikimedia Foundation. (最終閲覧日: 2024年5月23日). (他言語版Wikipediaを参考に情報収集を行ったため、日本語版Wikipedia以外からの情報として扱う。)
- "Rodolfo Halffter". Naxos Records. (最終閲覧日: 2024年5月23日).
- "Rodolfo Halffter escribió en México parte esencial de su obra". Prensa INBA. (最終閲覧日: 2024年5月23日).
- "Rodolfo Halffter – Portal of the Academia de Artes". Academia de Artes. (最終閲覧日: 2024年5月23日).

## 文献
- Malström, Dan. Introducción a la Música Mexicana del siglo XX. Brevarios. Fondo de Cultura Económica.